# 얀 스뮈츠
얀 크리스티안 스뮈츠(아프리칸스어: Jan Christiaan Smuts, 1870년 5월 24일 ~ 1950년 9월 11일)은 남아프리카 연방과 영국 연방의 주요한 정치인이자, 군 장성, 그리고 철학자였다. 그는 1919년부터 1924년까지, 그리고 1939년부터 1948년까지 남아프리카 연방의 수상을 지내었고, 제1차 세계대전과 제2차 세계대전에서 영국군 육군 원수를 맡았다.
그는 제2차 보어 전쟁 당시에는 트란스발에서 게릴라들을 이끌었으며, 제1차 세계대전에서는 독일령 남서아프리카를 침공하는 남아프리카 방위군을 지휘하였고 동아프리카의 영국군도 지휘하였다. 1917년부터 1919년까지 그는 영국의 전쟁내각의 5인방 중 하나였으며 영국 공군을 창설하는데 지대한 도움을 주었다. 1941년에는 영국 육군의 원수가 되어 윈스턴 처칠 영국 수상이 이끄는 제국 전쟁 내각에서 일하였다. 그는 제1차 세계대전과 제2차 세계대전을 마치는 평화 조약에 모두 서명한 유일한 인물이다.
그의 가장 위대한 국제적 업적은 바로 국제 연맹의 구상을 구체적인 계획으로 만들어 실제로 현실화 시킨 것이다. 후일, 그는 유엔이 창설되자 유엔 헌장의 서문을 작성함으로써, 국제 연맹과 유엔 헌장에 모두 서명한 사람이 되게 된다. 또한, 그는 영국과 영국의 식민지들 사이의 관계를 재정립시켜서 현재의 영연방을 건설하는데 크게 기여하였다. 하지만 1946년에 국제 연합 총회는 스뮈츠 정부가 유엔 헌장에 작성되어 있는 대로 남아프리카에 거주하는 인도인들의 대우를 보장하라고 요구하기도 하였다.
2004년 남아프리카 방송국(S.A.B.C.)에서 시청자들을 상대로 10명의 위대한 남아프리카 인들을 선정하는 투표를 하였는데, 스뮈츠가 9번째로 선정되었다.

## 어린 시절

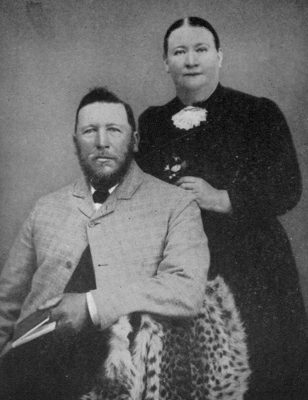
스뮈츠의 아버지인 야코부스 스뮈츠와 어머니인 카탈리나 스뮈츠.

스뮈츠는 1870년 5월 24일 케이프 식민지 보펀플라츠에 있는 한 농가에서 태어났다. 그의 가족은 네덜란드계가 주이고 프랑스계와 독일계가 약간 섞인 전형적인 아프리카너 가정을 이루고 있었고, 주위 사람들에게 존경을 받았다.
스뮈츠는 조용하고 여린 아이였으며, 혼자 있는 것을 매우 좋아했다. 어린 시절에 그는 종종 밖으로 혼자 나가서 근처 시골을 탐험하고는 했는데, 이것이 그의 자연에 대한 눈을 뜨게 했고, 평생 그에게 자연을 사랑하는 마음을 가지게 하였다. 그의 자연을 사랑하는 마음을 보여주는 일화로서, 많은 세월이 지나 미국의 한 식물학자로부터 어떻게 장군이 풀에 관해서 그렇게 해박하냐는 질문을 받았을 때 스뮈츠는 "이거 보세요 부인, 나는 여가에만 장군 노릇을 한답니다"라고 대답했다. 그는 둘째 아들이었는데, 관습에 의해서 그는 농장에 남아서 일을 해야 했고 형이 교육을 받아야 했다. 하지만 1882년, 그가 12살때 그의 형이 죽었고 그는 그의 형 대신 학교에 다니게 되었다. 그는 리벡 베스트 근교에 있는 학교에 다니기 시작했고, 거기서 그는 우수한 성적을 보였다. 늦은 시작에도 불구하고, 그는 4년만에 뒤쳐진 공부를 따라잡는데 성공했으며 그는 16살이 되던 1886년에 후일 스텔렌보스 대학이 되는 빅토리아 칼리지에 입학하게 된다.
빅토리아 칼리지에서 그는 네덜란드어, 독일어, 고대 그리스어를 배웠고, 문학과 성경 공부에 깊이 몰두하였다. 당시, 그는 그의 동급생으로부터 고립되어 있었다. 하지만 그는 1891년 과학과 예술을 전공하여 두 과목 모두 일급으로 졸업하는 눈에 띄는 성과를 내었고, 그곳에서 이지 크리헤와 만나 나중에 결혼하게 되었다.
빅토리아 칼리지를 졸업하며 그는 에브덴 장학금을 수여받았다. 그 장학금으로 그는 케임브리지 대학교에 유학하기로 하였는데, 그곳에서 그는 케임브리지에서 공부하는 것이 힘들다는 것을 알았다. 먼저 금전적인 문제로는 장학금이 케임브리지의 학비를 내는데는 턱없이 모자랐으며 영국인 학우들과의 관계도 소원했기 때문이다. 그는 이러한 고충을 같은 빅토리아 칼리지를 졸업한 마리즈 교수에게 토로했는데, 그러자 그는 스뮈츠에게 학비로 쓸 수표를 빌려주어 학비 문제를 해결하게 하였으며 학우들 사이의 관계도 차차 가까워졌으나 여전히 스뮈츠는 자기 혼자 공부하는 것을 즐겼다.
케임브리지에서 공부하는 동안 그는 법률에 관해 공부하였고, 철학적인 관심도 보였으며, 휘트만을 존경하여 1973년까지는 출판되지 않았던 "휘트만: 성격 발전에 관한 연구"라는 책을 저술했는데, 그 책에서 그의 철학적인 면모를 보이기도 했다.
스뮈츠는 1893년 케임브리지를 공동 수석으로 졸업하였다. 2년간 그는 여러 학술적 분야에서 두각을 드러냈다. 그의 스승인 프레드릭 윌리엄 매잇랜드는 그를 그가 만난 학생 중 가장 총명한 학생이라고 평하였고, 케임브리지의 크리스트스 칼리지의 학장은 그를 500년동안의 케임브리지 역사 중에서 존 밀턴, 찰스 다윈과 함께 위대한 인물로 꼽았다.
1895년 그는 케이프 식민지로 귀환하여 거기서 그의 미래를 펼치기로 하였다. 그는 세실 로즈를 지지했는데, 세실 로즈의 친구인 제임슨이 독립 보어인 국가인 트란스발을 기습공격시도한 것을 알고는 세실 로즈에 대하여 실망하고, 세실 로즈에 대한 지지를 철회하였다.

## 보어 전쟁

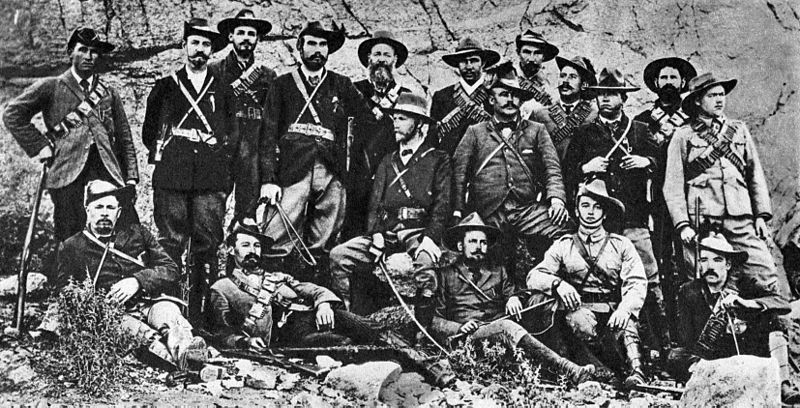
1901년경 보어 전쟁에서 보어 게릴라를 지휘하는 스뮈츠

그가 남아프리카로 돌아와서 검사를 맡고 있던 중, 1899년 10월 11일 보어 공화국들- 오렌지 자유국과 트란스발 공화국이 케이프 식민지와 나탈 식민지를 침공함으로써 제2차 보어 전쟁이 발발하게 되었다. 전쟁 초기에, 스뮈츠는 프로파갠다를 전달하고 장군들 사이의 통신을 맡았다.
그러다가 전쟁 중반, 그는 트란스발에서 500명의 게릴라를 지휘하는 쿠스 드 라 레이 장군의 지휘를 받게 되었고, 그와 함께 여러 게릴라전에서 활약하여 영국군을 격퇴하였다. 하지만 드 라 레이가 서부 트란스발로 가면서 스뮈츠는 300명의 게릴라들을 이끌게 되었다. 한편, 키치너가 이끄는 영국군은 청야전술을 펼치며 보어인 농장들을 파괴하여 보금을 끊고 있었는데, 거기서 발생한 100여명의 보어인 난민이 스뮈츠 지휘 하로 들어왔으나 스뮈츠가 이끄는 병력만으로는 적에 대항하기 힘들었기 때문에 크리칭거 장군에게 가야 했다. 가면서 영국이 청야전술로 주변 지역에서 보급하는 것을 끊어놓았기 때문에 식량이 부족하여 게릴라에 참여하려는 자원자들의 90%정도를 거절해야 했다. 하지만 그들은 계속되는 게릴라전으로 적의 수송로와 농장을 공격하고 아프리카너 프로파갠다를 뿌렸다. 심지어 기차에다가 폭약을 가득 적재한 후 광산도시인 오키에프로 보내서 공격하려고 시도한 적도 있었다. 한편 보어인들이 점점 불리해지고 결국 1902년 5월 31일 베르니이헝에서 평화조약을 맺게 되는데 평화조약을 맺기 전에 그는 키치너 장군과 만나 보어인들이 항복하는 조건을 크룬스탠드 역에서 합의하였다. 그는 보어 전쟁이 장기화되면서 많은 보어인 어린이와 여자들이 강제수용소에서 기아와 질병으로 죽는 것을 알고 있었고, 결국 이 전쟁을 끝내기 위해 항복하기로 키치너와 합의하였다.
한편, 1897년에는 부인인 이지 크리헤와 결혼하였으며, 1898년에는 트란스발의 파울로 크루거 대통령에 의해 프리토리아의 검사로 발령받았다.

### 보어인들
제2차 보어 전쟁 이후, 1910년 5월 31일에 케이프 식민지, 오렌지 강 식민지, 트란스발 식민지, 나탈 식민지가 합쳐져 남아프리카 연방을 형성하였다. 참정권이 없는 흑인과 유색인을 제외하면 아프리카너들은 최대의 유권자 집단이었고, 굉장한 정치적 권력을 지니고 있었다. 아프리카너로서 보어 전쟁 기간동안 영국에 대항해서 게릴라전을 벌인 루이스 보타가 수상으로 지명되었고 스뮈츠는 내무성 장관, 국방성 장관, 그리고 광산성 장관을 겸직하게 되어 남아프리카 연방에서 두 번째로 권력이 강한 인물로 떠오르게 되었다. 그리고 그들은 남아프리카에서 아프리카너들의 정치적 역할을 확실히 고정시키기 위해 남아프리카 당을 창당하였다.
하지만 이 연합은 곧 깨지고 말았다. 스뮈츠는 3개 장관직의 겸직이라는 강한 권력을 소유하고 있었던 것때문에 비판과 공격의 대상이 되었고 그리고 그는 국방성과 광산성 장관직을 내놓아야 했다. 하지만 대신 그는 대신 재무성 장관이 되었다. 하지만 스뮈츠의 정적들은 이 역시도 비판하였고 1913년 남아프리카 당의 회의에서는 헤르초흐와 스테얀, 그리고 데 벳은 스뮈츠와 보타가 퇴진할 것을 요구했다.
스뮈츠와 루이스 보타에 대한 반발은 심해졌고, 남아프리카 국내도 혼란스러워 1914년에는 철도 총파업이 일어나 스뮈츠는 이를 진압해야 했다. 한편 동년 10월에는 메인 마리츠가 반란을 일으켜 제 3차 보어 전쟁으로 심각하게 커지기 전에 진압해야 했고 보타와 스뮈츠가 그것을 진압해야 했다.

## 군인과 정치인으로서

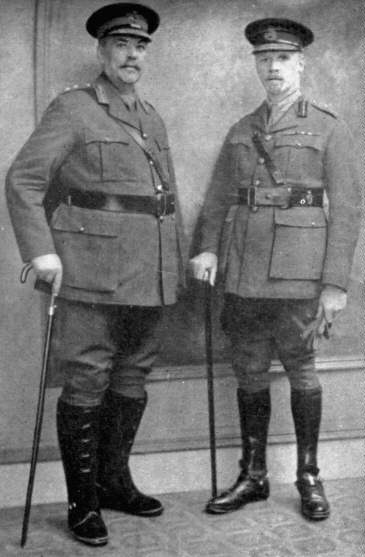
1차 세계 대전동안 스뮈츠(오른쪽)과 루이스 보타는 영국 육군에서 중요한 장성이었다.

제1차 세계 대전동안, 스뮈츠는 남아프리카 방위군을 창설하였고, 마리츠 반란(Maritz Rebellion)을 1914년 11월 진압하였다. 그 다음 그와 당시 수상이었던 루이스 보타는 남아프리카 방위군으로 독일령 남서아프리카를 침공하기로 결정, 그리고 독일령 남서아프리카를 점령하는데 성공하였다. 1916년 스뮈츠는 독일령 동아프리카-지금의 탄자니아를 점령하는데 투입되어서 1918년 동아프리카에서 작전을 펼치게 된다. 비록 동아프리카에서는 독일군을 완전히 패배시키거나 큰 타격을 주지는 못하여 비판을 받았지만, 영국 수상이었던 로이드 조지의 전쟁 내각에서 일하면서 그는 제1차 세계 대전이 승리하는 데 상당한 기여를 하였고, 1918년에는 영국 공군의 창설을 지원하였다. 그는 파리 평화 회담에 참여하여 1차 대전에 마침표를 찍었고, 미국의 윌슨 대통령이 주창한 국제 연맹의 설립을 구체화시켰다.

### 제2차 세계 대전

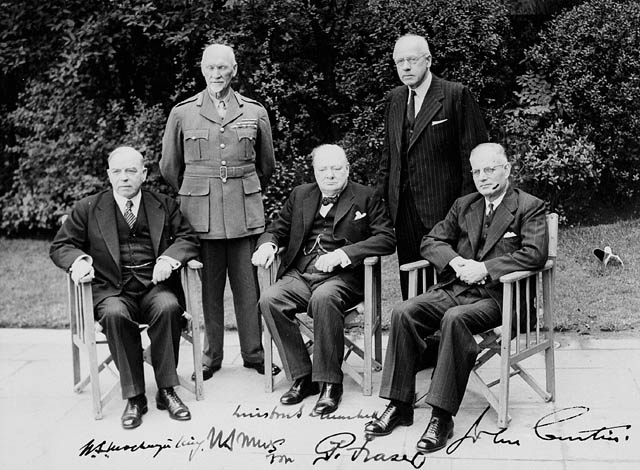
1944년 영연방 지도자 회의에서. 스뮈츠는 왼쪽에 서 있다

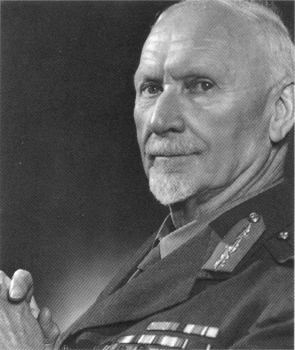
영국 육군 원수복을 입은 스뮈츠

제2차 세계 대전이 일어나자, 당시 남아프리카의 수상이었던 제임스 헤르초흐는 남아프리카 연방은 모국인 영국과 함께 대독 선전포고를 하지 말고 전쟁에서 중립을 지켜야 한다고 주장했다. 한편, 스뮈츠는 이 안에 대해 반대했는데, 그리하여 남아프리카 연방 의회에서 이를 두고 표결에 붙인 결과 스뮈츠의 안 즉 영국과 함께 전쟁에 참전하자는 안이 받아들어져서 헤르초흐는 사퇴를 표하고 스뮈츠는 남아프리카의 4대 수상으로 임명되었다. 그는 이미 제1차 세계 대전에서 윈스턴 처칠과 함께 전시내각에서 일한 적이 있었고 그는 1939년 영국의 제국 전쟁 내각에 남아프리카의 원로로서 지명되었다. 1941년 5월 28일에는 그는 영국 육군의 원수로 지명되었는데, 그는 남아프리카 인 중에서는 최초로 그 직을 맡은 사람이 되었다.
그의 중요성은 심지어 1940년에 영국의 수상으로서 스뮈츠를 지명하려는 계획도 있었을 정도로 큰 것이었다. 이 제안은 처칠의 비서였던 존 콜필 경이 제안하였는데, 조지 6세와 메리 여왕도 이를 긍정적으로 받아들였다. 하지만 이는 실제로 이루어지지 않았고 결국 처칠은 스뮈츠를 아프리카너들로부터 관계를 소원해지게 한 격이 되었다.
1945년 5월에는 그는 샌프란시스코에서 유엔 헌장을 작성할 때 남아프리카 대표로서 참가하였다. 그가 1919년 국제연맹을 창설할 때 그러했듯이 그는 이번에도 세계 평화를 보전하기 위한 강력한 헌장을 작성하였으며, 국제연맹과는 달리 유엔에는 국제 분쟁을 막을 강력한 권력이 있어야 한다고 생각했다. 그는 또한 유럽에서의 전쟁에 마침표를 찍는 파리 평화 조약에서도 서명함으로써 유일한 제1차 세계 대전과 제2차 세계 대전의 종전 조약에 서명을 한 사람이 되었다.

## 전후와 그의 죽음

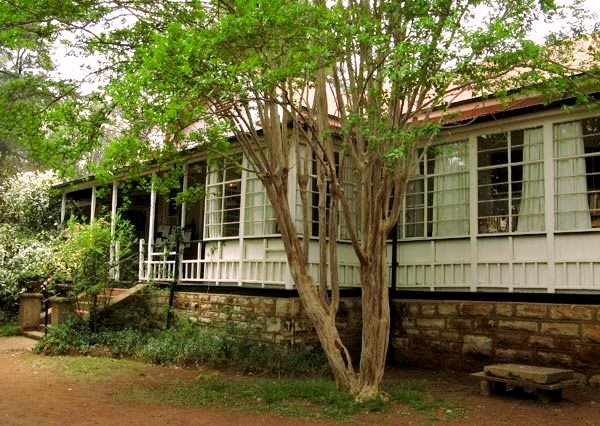
프리토리아의 이레네에 있는 얀 스뮈츠 박물관

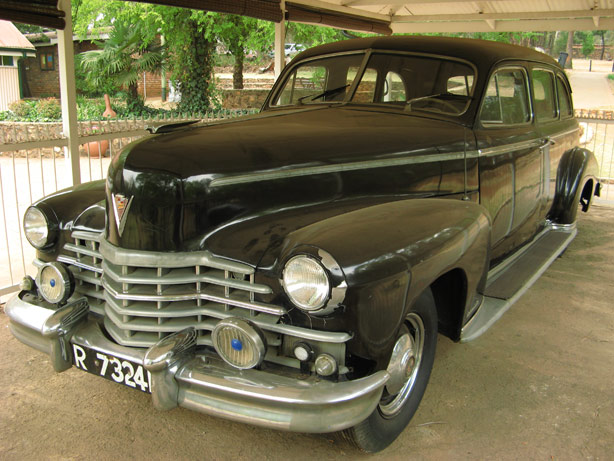
스뮈츠가 수상이었을 당시 사용한 관용차

스뮈츠는 제2차 세계 대전 종전 이후에도 국가를 대표하여 여러 국가를 순방하고 다녔다. 1947년 엘리자베스 공주와 에든버러 공의 결혼식에 참석하기도 하였다. 하지만 모국에서 그가 제2차 세계 대전에 집착했던 것은 심각한 정치적 파급 효과를 몰고 왔다. 패건 위원회에 대한 지지와 전쟁에 대한 지지는 아프리카너들이 그를 지지하지 않게 하였고, 결국 국민당의 다니엘 말란이 내건 아프리카너 민족주의와 아파르트헤이트에 의해 1948년 총선에서 졌다(다만, 전체 득표 수는 620,682 표로 국민당의 462,332표보다 많았다). 비록 국민당이 승리하기는 하였으나, 연합당은 오직 8석을 잃는데 불과했다. 하지만 정작 승리를 확신했던 그는 의회 의석을 상실하였고, 그 이후 남아프리카 연방과 남아프리카 공화국의 집권당은 1994년 아파르트헤이트가 끝날 때까지 거의 50년간 국민당이 독점하게 된다.

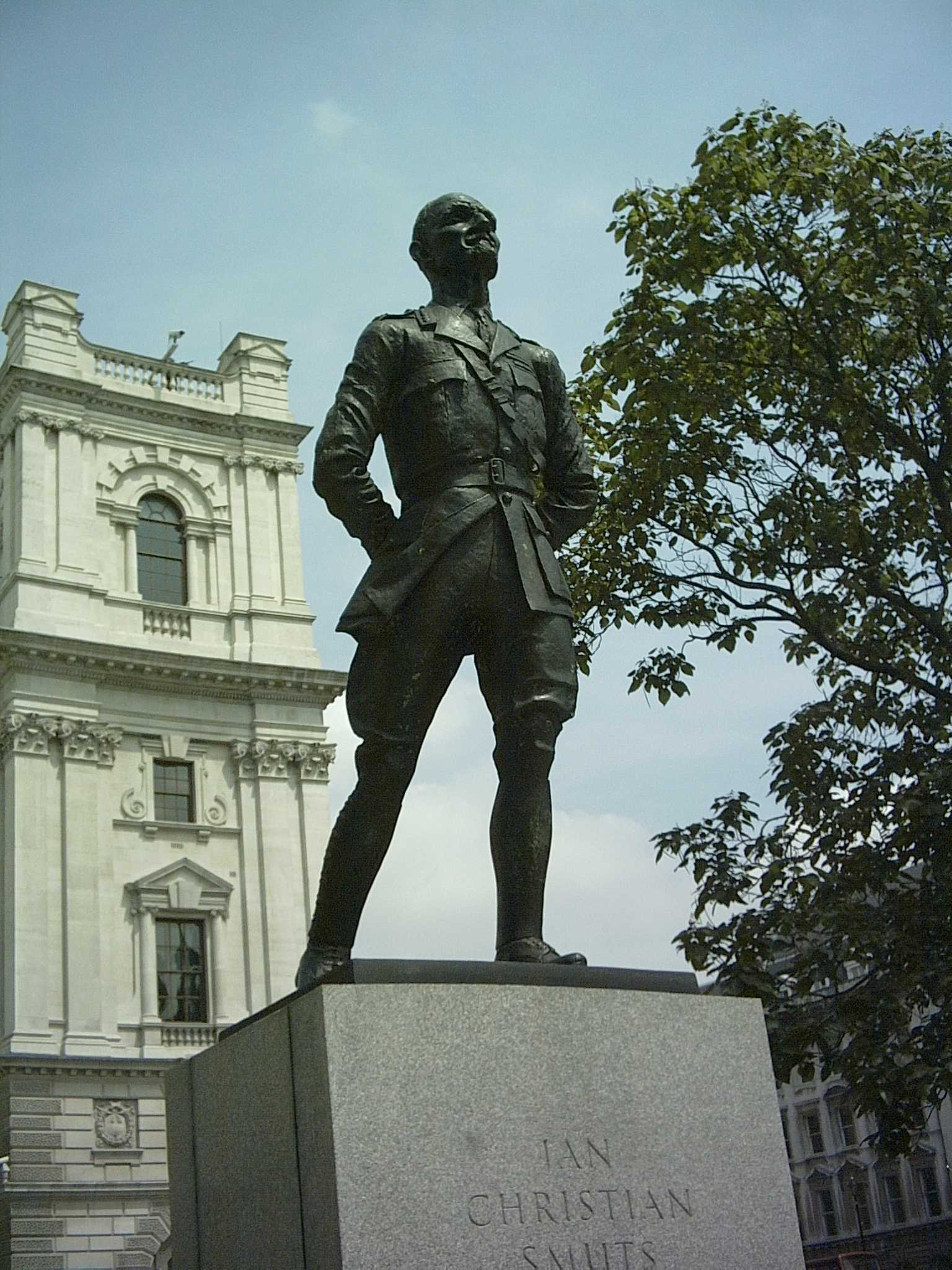
런던에 있는 스뮈츠의 동상

스뮈츠는 수상 퇴임 이후 케임브리지 대학 총장으로 선출되어 그의 기운을 북돋아주었지만, 1948년 10월 그의 아들이었던 재피의 갑작스러운 죽음은 그를 큰 상심에 빠지게 하였다. 스뮈츠는 그의 인생을 회고하며, 그가 아일랜드 독립 전쟁 당시 아일랜드가 공화국으로 독립하고 영연방을 탈퇴하는 것을 허락한 것을 후회하였고 인도가 영국으로부터 독립한지 3년 후에 군주제를 폐지하고 영연방 내의 독립 공화국으로 체제를 변경한 것에 대해 불길하게 생각했다. 왜냐하면 항상 영국과의 협력을 강조하며 영국 왕실을 지지했던 그였기에, 아프리카너 민족주의자들이 이 예를 들며 군주제를 폐지하고 독립 공화국으로 바꾸자는 주장을 할 수 있는 것을 걱정했기 때문이다.
1950년 5월 29일, 그의 80번째 생일 기념식이 프리토리아와 요하네스부르크에서 성대하게 벌어진 후 일주일 뒤에 그는 관상동맥혈전을 앓게 되었다. 1950년 9월 11일 그는 프리토리아 근방에 있는 그의 자택인 도른클로프 농장에서 심장마비로 사망하였다. 그의 장례는 프리토리아에서 9월 16일 치루어졌고 화장되었다. 그의 화장된 유해는 그의 자택 도른클로프 농장의 뜰에 있는 길에 뿌려졌다.

## 시오니즘에 대한 후원
테오도어 헤르츨의 남아프리카 후원자들은 1916년 스뮈츠와 접촉하였다. 스뮈츠는 밸푸어 선언 (1917년)을 지지하였고, 미래에 이스라엘의 대통령이 되는 하임 바이츠만과 친교를 쌓았다. 1943년에 바이츠만은 스뮈츠에게 미국과 경쟁할 수 있게 영국의 아프리카 식민지들을 발전시킬 수 있는 방안을 편지로 보내었다. 스뮈츠는 수상으로 재직하면서 여러 시오니즘 단체들을 후원하였고, 그의 정부는 1948년 5월 24일 사실상 이스라엘의 건국을 승인하였다. 하지만 스뮈츠는 1937년 헤르초흐의 내각에서 일할 때 1937년 외국인 법률을 제정하여 유대인이 남아프리카로 이주해 오는 것을 막기도 하였다. 스뮈츠는 바이츠만을 위하여 비문을 써 주기도 했는데, 그를 모세 이후 최고로 위대한 유대인으로 묘사하기도 하였다. 현재 이스라엘의 몇몇 거리들과 키부츠가 스뮈츠의 이름을 따서 지어졌다.

## 대중문화에서의 스뮈츠
스뮈츠는 1982년 제작된 영화 간디에서 아톨 퓨가드가 연기하였다. 또한 When the Lion Feeds, The Sound of Thunder, A Sparrow Falls, Power of the Sword and Rage등의 소설에 나오고, 여기서는 날씬한 혹은 똑똑한 얀 혹은 오우바스(아프리칸스어로 나이든 두목)이라는 별명으로 자주 언급된다.